# 延江大輔
延江 大輔（のぶえ だいすけ、1989年2月3日 - ）は、広島県呉市出身の元プロ野球選手（投手）。左投左打。

## 経歴
広島県瀬戸内高等学校では長身のサイドスロー左腕として「瀬戸内のランディ・ジョンソン」のニックネームで呼ばれ注目を浴び、2006年のプロ野球ドラフト会議において、4球団競合となった田中将大の抽選を外したオリックス・バファローズから高校生ドラフト1巡目で指名された。
1年目の2007年は、まだ体の線が細いこともあり体力強化に勤しみ、一軍・二軍通じて公式戦登板はなかった。2008年に二軍で初登板するも制球難に苦しんでいた。
3年目の2009年の秋季キャンプでそのクセ球が監督に就任したばかりの岡田彰布の目に留まり、2010年の春季キャンプは一軍スタート。一次キャンプでは主力打者を抑えて「キャンプMVP」を獲得。その後のオープン戦にも帯同し、2試合登板で防御率0.00と開幕一軍入りも考えられたが、3月15日に非公式に行われた西武との練習試合で大乱調となり、翌日に二軍落ち。その後も一軍への昇格機会が無いままシーズンを終えた。11月16日に左肘の内側側副靱帯再建手術を行なった。
2011年11月9日に戦力外通告を受け、12月2日に育成選手として再契約した。
2012年10月4日に再び戦力外通告を受けた。10月31日に自由契約が公示された。
引退後はサラリーマンを経て、大阪市内の飲食店で店長をしている。

## 選手としての特徴
左のサイドスローから140km/h台中盤のストレートを投げ込む。このストレートは、本人が「日によって変化が違う」と述べるように不規則な変化を持ち味としている。一方、制球力はあまり高くなかった。

## 詳細情報

### 年度別投手成績
- 一軍公式戦出場なし

### 背番号
- 47 （2007年 - 2011年）
- 117 （2012年）